# Pablo Goncálvez
Pablo Goncálvez Gallareta (Bilbau,  6 de março de 1970) é um assassino em série uruguaio nascido na Espanha, o primeiro na história do país. Ele foi julgado por três homicídios e condenado a trinta anos de prisão. Foi posto em liberdade por estes crimes em 2016.

## Biografia
É filho do diplomata Hamlet Goncálvez (falecido em 16 de julho de 1992), que exerceu funções de representante do Uruguai na Espanha. Aos nove anos, Pablo se instalou no Uruguai, no bairro de Carrasco. Lá, ele frequentou a escola primária no Stella Maris College e completou seus estudos de ensino médio em uma escola pública. Membro da alta sociedade de Montevidéu, ingressou como estudante de ciências econômicas na Faculdade de Ciências Econômicas da Universidade da República.

## Crimes, prisão e julgamento
A primeira vítima de homicídio foi Ana Luisa Miller Sichero, ocorrido na madrugada de 1 de janeiro de 1992. A vítima tinha 26 anos, era professora, formada em História e irmã do conhecida tenista Patricia Miller. A autópsia revelou que a jovem foi asfixiada e abandonada às 8 da manhã do dia 1 de janeiro de 1992, na praia de Solymar. No momento de sua morte, ela mantinha um relacionamento com o engenheiro Hugo Sapelli, que foi o primeiro suspeito, mas ele fez o teste do polígrafo e passou sem incidentes o que deixou as autoridades sem provas para incriminá-lo.
O segundo assassinato foi o de Andrea Castro, de 15 anos, que também foi asfixiado até a morte em 20 de setembro de 1992, depois de deixar a discoteca England em Montevidéu. Esse crime foi perpetrado por asfixia manual e uma peculiaridade deste crime é de que, como uma espécie de assinatura, o criminoso deixou uma gravata sua atada ao pescoço da falecida. Quando uma série de gravatas semelhantes foram encontradas nas coisas de Goncálvez, a promotoria considerou este fato como uma das provas mais incriminatórias.
A terceira vítima, María Victoria Williams, de 22 anos, morreu asfixiada dentro da casa de Goncálvez. Nesse caso, o assassino enganou sua vítima, que era sua vizinha, fazendo-a crer que a avó idosa de Goncálvez, com quem ele morava, havia sofrido um ataque cardíaco, e ele sozinho não conseguia reanimá-la. Uma vez dentro da fazenda, Goncálvez estrangulou Williams e, para garantir sua morte, colocou um saco de náilon na cabeça dela e ficou a curtir a agonia da vítima.
Ele então viajou para Porto Alegre, onde moravam seus dois meio-irmãos. Goncálvez foi capturado no Brasil e levado para a Sede da Polícia de Montevidéu. Na Sede Judicial, ele foi condenado a 30 anos de prisão por ser o único autor dos assassinatos, embora tenha se declarado inocente de todas as acusações.
Em 6 de março de 1999, foi agredido por dois internos e levou 26 facadas, mas em 19 de março deixou o Hospital Maciel e foi transferido para o Presídio Central. Antes do fechamento da Prisão Central, ele foi transferido para uma prisão de Campanero no Departamento de Lavalleja.
Em 7 de julho de 2005 ele se casou com uma mulher chamada Alejandra e a cerimônia aconteceu nas dependências do Presídio Central, localizado dentro da Sede da Polícia de Montevidéu. O casal se divorciou em 2015.
Em 2012, a defesa solicitou a liberação antecipada, o que foi negado judicialmente. Ele continuou a cumprir sua pena atrás das grades em uma penitenciária de segurança mínima localizada perto da cidade de Minas, mas gozou de saídas temporárias.
Segundo especialistas, o assassino teve o mesmo modus operandi nos três assassinatos, no de Miller, de Williams e de Castro. Além disso, tendo em mente que, apesar da quantidade abundante de provas no caso, o acusado negou enfaticamente a culpa perante vários meios de comunicação.

## Liberdade
Goncálvez foi liberto na quinta-feira, 23 de junho de 2016, aos 46 anos, depois de cumprir integralmente sua pena pelos três homicídios. Ele foi favorecido pela contagem de dois por um,  com a redução da condenação dada a todos os presos que trabalham ou estudam. O dia de sua libertação e os dias anteriores foram caracterizados por uma grande cobertura da mídia em nível nacional, revelando o grande interesse da opinião pública sobre os assassinatos, daquele que parece ser o primeiro serial killer condenado e identificado no Uruguai. As informações da mídia divulgadas consistentes com breves relatórios da penitenciária de Campanero em Lavalleja (o último local de prisão de Goncálvez), bem como extensas entrevistas com criminologistas, psiquiatras, advogados criminais, etc.

## Prisão no Paraguai
Em junho de 2017, Goncálvez foi preso em Salto del Guairá, departamento de Canindeyú, no Paraguai sob a acusação de porte de arma não registrada, 21 cartuchos e nove gramas de cocaína. Foi liberto em agosto de 2019 após cumprir dois anos de prisão.